# Гран-при Либерационе (женский)
Гран-при Либерационе (итал. Gran Premio della Liberazione) — шоссейная однодневная велогонка, проходящая по территории Италии с 1989 года.

## История
Гонка была создана в 1989 году и изначально проводилась в рамках национального календаря. В 1998 году вошла в Женский мировой шоссейный календарь UCI.
В 2013 году была отменена по финансовым причинам и не проводилась ещё два года. В 2016 году возродилась, а её название в ряде источников изменилось на Gran Premio della Liberazione Pink. В 2019 снова была отменена по финансовым причинам, а в 2020 и 2021 году не проводилась из-за пандемии COVID-19.
Изначально маршрут гонки проходил в Крема (провинция Кремона, область Ломбардия), а протяжённость дистанции составляла от 110 до 120 км.
После возрождения в 2016 году гонка стала проходить там же, где с 1946 года проводится мужская гонка — в Риме вокруг Термы Каракаллы по уникальному круговому маршруту вдоль Порта Ардеатина, Ворот Сан-Паоло и Пирамиды Цестия, историческая ценность которого одобрена UCI в отступление от правил. Длина данного круга составляет всего 6 км, тогда как согласно правилам UCI минимальная длина круга должна составлять 10 км. Всего круг преодолевается более 15 раз. В некоторых изданиях последние два круга были удлинены за счёт проездов по площади Пьяцца-дель-Кампидольо и Виа деи Фори Империали, где находится место старта и финиша. Общая протяжённость дистанции составляет почти 100 км.
Гонка проводится 25 апреля в День освобождения (итал. Festa della Liberazione), являющийся национальным праздником Италии.

## Призёры
| Год  | Победитель            | Второй                    | Третий                    |          |
| ---- | --------------------- | ------------------------- | ------------------------- | -------- |
| 1989 | Элизабетта Гуаццарони | Элизабетта Фэнтон         | Мара Мосоле               |          |
| 1990 | Элизабетта Гуаццарони | Габриэлла Преньолато      | Луция Цберг               |          |
| 1991 | Габриэлла Преньолато  | Марина Артомонова         | Лукия Пиццолотто          |          |
| 1992 | Элизабетта Фэнтон     | Гульнара Фаткулина        | Элизабетта Гуаццарони     |          |
| 1993 | Симона Муциоли        | Мара Каллиопа             | Наталия Баканова          |          |
| 1994 | Грета Зокка           | Наталья Юганюк            | Симона Гросси             |          |
| 1995 | Марика Берарди        | Надия Молтени             | Катя Лонгин               |          |
| 1996 | Диана Раст            | Грета Зокка               | Габриэлла Преньолато      |          |
| 1997 | Мара Каллиопа         | Катя Лонгин               | Габриэлла Преньолато      |          |
| 1998 | Грета Зокка           | Регина Шляйхер            | Катя Лонгин               |          |
| 1999 | Зинаида Стагурская    | Джованна Тролди           | Таня Шмидт-Хеннес         |          |
| 2000 | Грета Зокка           | Наталья Юганюк            | Зинаида Стагурская        |          |
| 2001 | Грета Зокка           | Катя Лонгин               | Регина Шляйхер            |          |
| 2002 | Янильдес Фернандеш    | Джованна Тролди           | Зинаида Стагурская        |          |
| 2003 | Диана Жилюте          | Ольга Слюсарева           | Юлия Мартисова            |          |
| 2004 | Ольга Слюсарева       | Валентина Алессио         | Катя Лонгин               |          |
| 2005 | Регина Шляйхер        | Рошелль Гилмор            | Джорджа Бронцини          |          |
| 2006 | Диана Жилюте          | Аннализа Кучинотта        | Ольга Слюсарева           |          |
| 2007 | Джорджа Бронцини      | Грете Трейер              | Аннализа Кучинотта        |          |
| 2008 | Регина Шляйхер        | Рошелль Гилмор            | Джорджа Бронцини          |          |
| 2009 | Джорджа Бронцини      | Юлия Мартисова            | Алессандра Д'Этторре      |          |
| 2010 | Мония Баккаилле       | Джорджа Бронцини          | Алессандра Д'Этторре      |          |
| 2011 | Джорджа Бронцини      | Елена Андрук              | Мония Баккаилле           |          |
| 2012 | Ноэми Кантеле         | Инга Чилвинайте           | Мария Джулия Конфалоньери |          |
| 2016 | Марта Бастианелли     | Кимберли Уэллс            | Арианна Фиданца           |          |
| 2017 | Марта Бастианелли     | Раса Лелейвите            | Сорайя Паладин            |          |
| 2018 | Летиция Патерностер   | Мария Джулия Конфалоньери | Раса Лелейвите            |          |
| 2019 | отменено              | отменено                  | отменено                  | отменено |
| 2020 | отменено              | отменено                  | отменено                  | отменено |
| 2021 | отменено              | отменено                  | отменено                  | отменено |
| 2022 | Сильвия Персико       | Кьяра Консонни            | Мария Джулия Конфалоньери |          |
| 2023 | Сильвия Дзанарди      | Кристина Тонетти          | Джорджия Бариани          |          |
| 2024 | Кьяра Консонни        | Сильвия Персико           | Элеонора Гаспаррини       |          |
| 2025 | Paula Blasi           | Silvia Milesi             | София Бертиццоло          |          |